# لوكا دورديفيتش
لوكا دورديفيتش (بالصربية: Лукa Ђорђевић) هو لاعب كرة قدم جبل أسودي في مركز الهجوم ولد في يوم 9 يوليو 1994 في بلدة بودفا في [[الجبل الأسود]، وسبق له اللعب مع نادي موغرن مع نادي تفينتي أنشخيدة ونادي سامبدوريا ونادي بونفيرادينا و نادي أرسنال تولا في روسياو زينيت سانت بطرسبرغ ونادي أبها السعودي، في سنة 2012 بدأ باللعب مع منتخب الجبل الأسود لكرة القدم ويبلغ طوله 185 سم.

## روابط خارجية
- لوكا دورديفيتش على موقع الاتحاد الأوربي (الإنجليزية)
- لوكا دورديفيتش على موقع قاعدة بيانات كرة القدم.إي يو (الإنجليزية)
- لوكا دورديفيتش على موقع ناشيونال فوتبول تيمز (الإنجليزية)
- لوكا دورديفيتش على موقع Soccerway.com (الإنجليزية)
- لوكا دورديفيتش على موقع عالم كرة القدم.نت (الإنجليزية)
- لوكا دورديفيتش على موقع AS.com (الإسبانية)